# Лидва-Выселок
Лидва-Выселок — деревня в Печорском районе Псковской области России. Входит в состав сельского поселения «Лавровская волость».
Расположена у правого берега реки Лидва, в 6 км к востоку от волостного центра, деревни Лавры, и в 38 км к югу от райцентра, города Печоры.

## Население
Численность населения деревни по оценке на конец 2000 года составляла 5 жителей.
| 2001 | 2002 | 2010 |
| ---- | ---- | ---- |
| 5    | ↘3   | →3   |